# 5-Nonanon
5-Nonanon ist eine chemische Verbindung aus der Gruppe der Ketone.

## Gewinnung und Darstellung
5-Nonanon kann durch Reaktion von Tri-n-butylboran mit Natriumcyanid und anschließende Reaktion mit Trifluoressigsäureanhydrid und Wasserstoffperoxid gewonnen werden. Es kann auch aus 1-Buten oder Valeriansäure gewonnen werden.

## Eigenschaften
5-Nonanon ist eine brennbare, schwer entzündbare, farblose bis gelbliche Flüssigkeit, die sehr schwer löslich in Wasser ist.

## Verwendung
5-Nonanon kann zur Herstellung anderer chemischer Verbindungen (wie zum Beispiel 5-Nonanketoxim) und als Lösungsmittel verwendet werden.

## Sicherheitshinweise
Die Dämpfe von 5-Nonanon können mit Luft ein explosionsfähiges Gemisch (Flammpunkt 65 °C, Zündtemperatur 330 °C) bilden.